# 24911 Kojimashigemi
24911 Kojimashigemi este un asteroid din centura principală de asteroizi.

## Descriere
24911 Kojimashigemi este un asteroid din centura principală de asteroizi. A fost descoperit pe 27 februarie 1997 la Kitami de Kin Endate și Kazuro Watanabe. Asteroidul prezintă o orbită caracterizată de o semiaxă mare de 2,32 ua, o excentricitate de 0,07 și o înclinație de 6,8° în raport cu ecliptica.